# Eupithecia circumacta
Eupithecia circumacta là một loài bướm đêm trong họ Geometridae.